# Biserica „Sf. Trei Ierarhi” din Foleștii de Jos

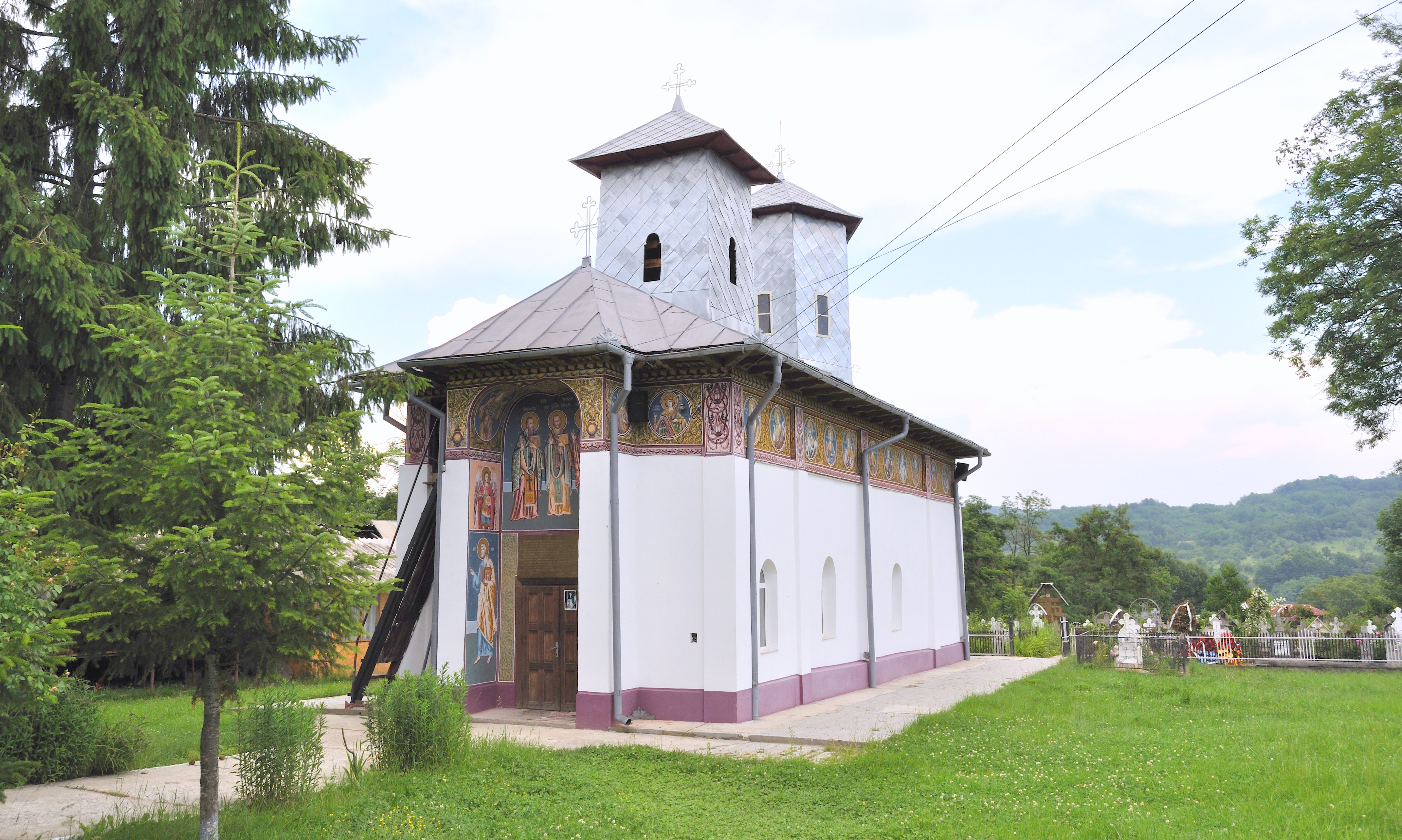
Biserica de zid cu hramul „Sfinții Trei Ierarhi” din Foleștii de Jos, foto: iunie 2010.

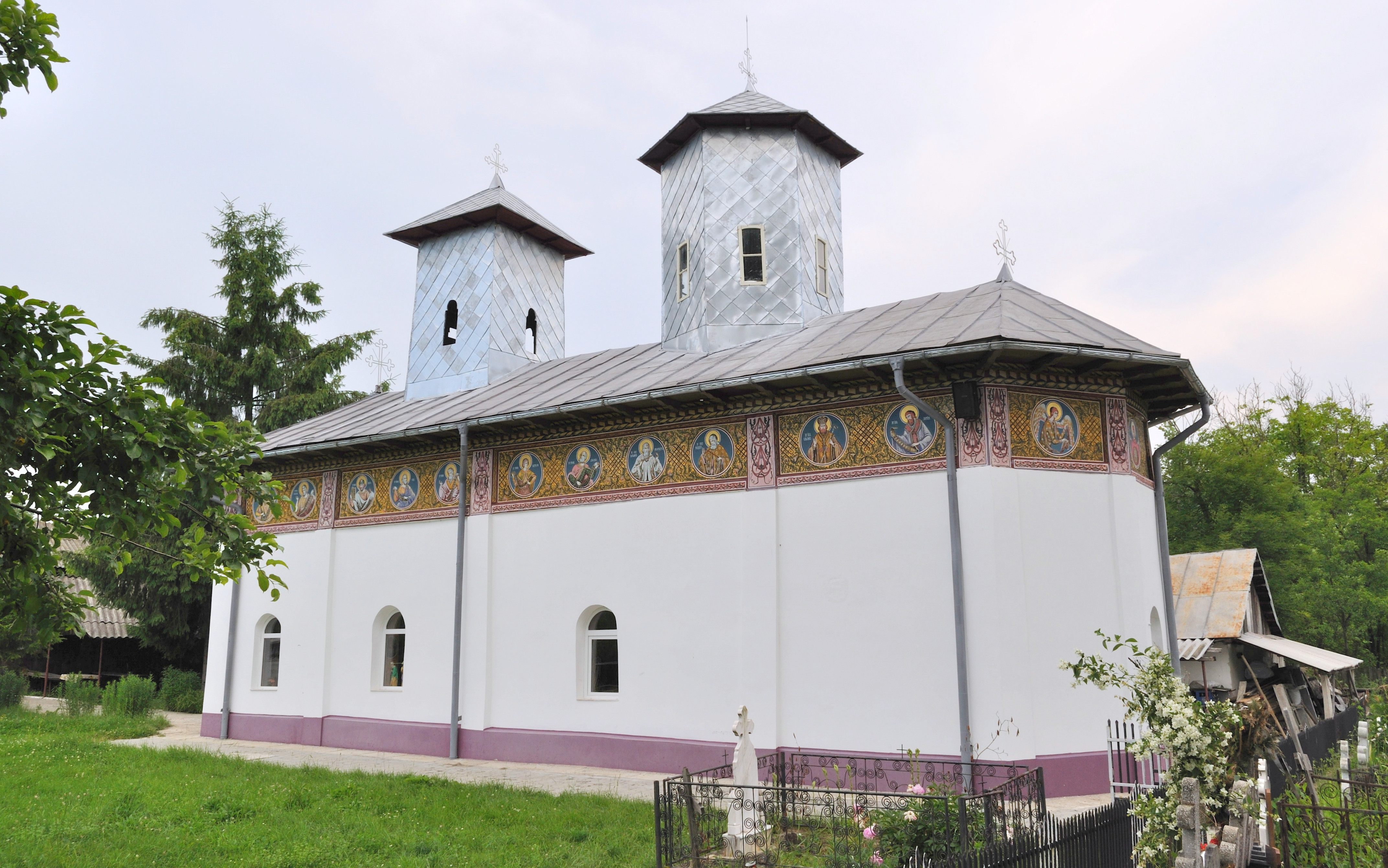
Biserica (sud-est)

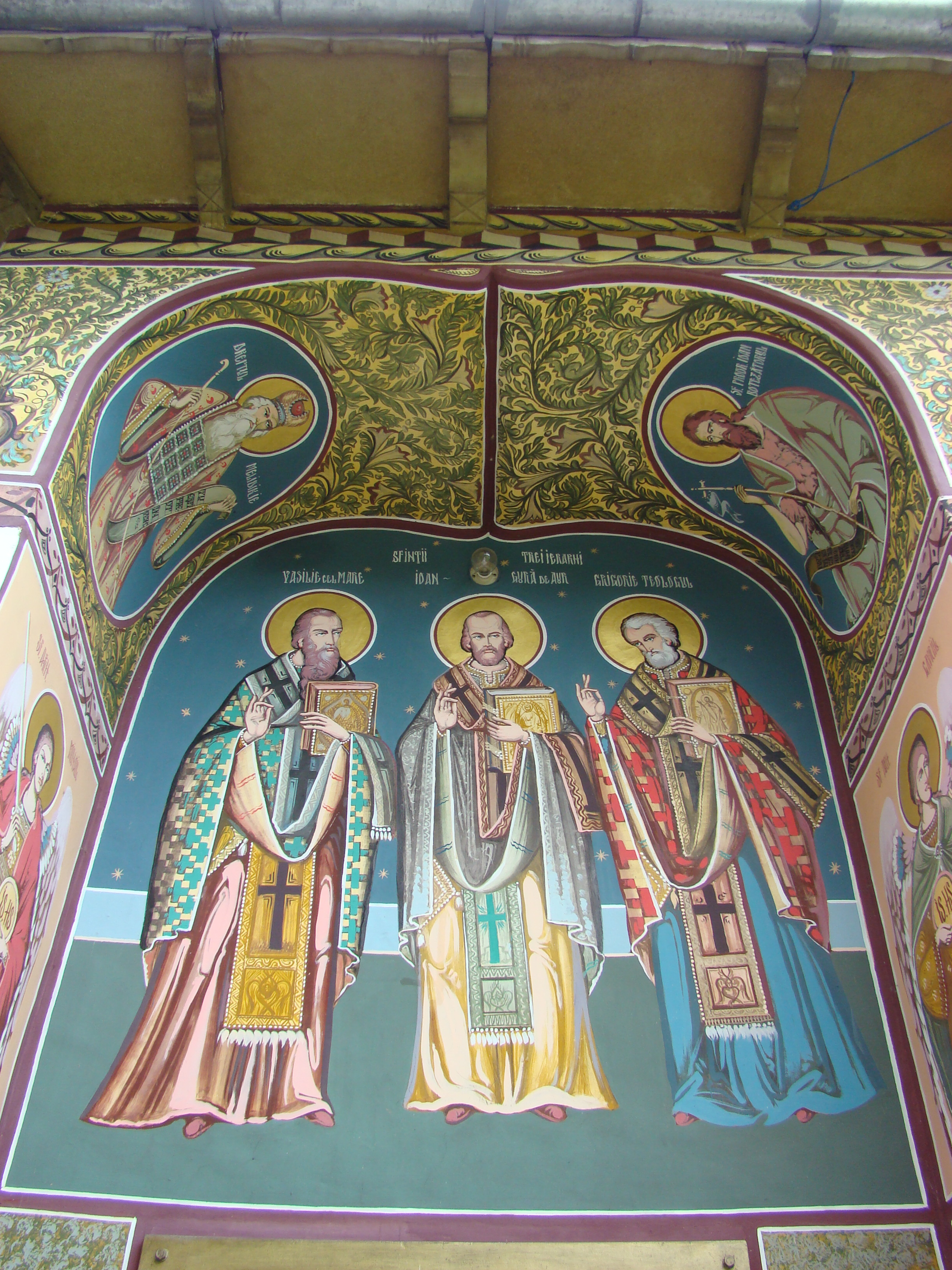
Sfinții Trei Ierarhi

Biserica de zid cu hramul „Sfinții Trei Ierarhi” din Foleștii de Jos, comuna Tomșani, județul Vâlcea, a fost construită în 1767. Biserica se află pe noua listă a monumentelor istorice sub codul LMI:  VL-II-m-B-09762.

## Istoric și trăsături
Biserica a fost construită pentru prima dată din lemn, în anul 1767, de către sfânta mănăstire Hurezi. A fost reconstruită din zid în anul 1866 și pictată în tempera de către Nicolae din Bunești. A fost reparată în anul 1928 de către preotul Ilie Barbu. Între anii 1977-1978 s-a consolidat din temelie, s-a acoperit și s-a pictat din nou sub păstorirea P.S. Iosif, Episcop al Râmnicului și Argeșului. Pictura a fost executată de pictorul Dinu Petre din București.